# Giacomo Accarisi
Giacomo Accarisi o Accarigi (Bologna, 1599 – Vico del Gargano, 11 maggio 1653) è stato un filosofo e vescovo cattolico italiano.

## Biografia
Figlio di Giovanni Accarisi intraprese gli studi di filosofia e letteratura e si avviò alla carriera ecclesiastica probabilmente come gesuita.
Nel 1627 fu insegnante di filosofia all'Università di Bologna. A Roma divenne segretario delle lettere latine del cardinale G. Bentivoglio e qualificatore del Sant'Uffizio.
Dal 1628 fu docente nell'Accademia Nazionale Virgiliana di Mantova e, dal 1636 al 1641, nella Sapienza di Roma dove tenne un corso di lezioni sul De coelo di Aristotele. Avversario del sistema copernicano, intese confutarlo con la sua Disputatio del 1637, rifacendosi alla teoria aristotelica. Galilei da una lettera da Roma del 15 aprile 1636 di Benedetto Castelli venne a sapere di questa opposizione di Accarisi alle teorie eliocentriche. Nell'epistolario galileiano si riferisce anche di un ingegnere residente a Venezia, Francesco van Weert autore fra il 1637 e il 1638 di una confutazione in lingua francese, che non venne però data alle stampe, della Disputatio dell'Accarisi.
Nell'ottobre del 1644 Accarisi, che già aveva ottenuto un vescovato da Urbano VIII, fu nominato vescovo di Vieste da Innocenzo X. La sede, nella piccola città garganica, non fu apprezzata, tanto che, anche per motivi di salute, spesso si trasferiva a Vico del Gargano, ove morì e fu sepolto.

## Opere
- De sancto Ioanne Euangelista oratio Iacobi Accarisii Bonon. habita ab eodem in sacello pontificum Vaticano ad Vrbanum 8. pont. opt. max. anno 1628, Romae, 1629
- Oratio qua philosophia contemplatrix negotiosis hominibus utilis esse demonstratur, Romae, 1635.
- Terrae quies solisque motus demonstratur primum theologicis tum plurimis philosophicis rationibus. Disputatio I, Romae, 1637.
- Praelectiones philosophicae et orationes, Bononiae, 1641.

## Genealogia episcopale
La genealogia episcopale è:
- Cardinale Diego Espinosa Arévalo
- Cardinale Gaspar de Quiroga y Vela
- Cardinale Rodrigo de Castro Osorio
- Cardinale Bernardo de Sandoval y Rojas
- Vescovo Melchor Soria Vera y Diaz
- Vescovo Diego Castejón Fonseca
- Cardinale Cesare Facchinetti
- Vescovo Giacomo Accarisi